# Wibbling Rivalry
Wibbling Rivalry è un singolo, lanciato sotto la dicitura "Oas*s" dall'etichetta Fierce Panda nel 1995, contenente la registrazione dell'intervista rilasciata al giornalista John Harris della rivista Q dai fratelli Noel Gallagher e Liam Gallagher del gruppo musicale Oasis il 7 aprile 1994 presso l'hotel Forte Crest di Glasgow.
Il titolo è una parola macedonia, risultato dell'unione tra l'espressione "sibling rivalry" (rivalità tra fratelli) e la parola "wibble" (chiacchierata). Wibbling Rivalry dura 14 minuti e 32 secondi e detiene un primato: è l'intervista pubblicata come singolo che ha raggiunto la posizione più alta nelle classifiche. Il 25 novembre 1995 raggiunse la posizione 52.

## Contenuto
Nella registrazione Liam e Noel Gallagher tengono fede alla fama di fratelli litigiosi. Durante il colloquio, infatti, si genera un'animata discussione a partire da un incidente avvenuto su un traghetto per Amsterdam, a seguito del quale i fratelli vennero portati via in manette. Nella prima parte, la Noel's track, Liam ride dell'accaduto sostenendo che ciò faccia parte dell'essere rock 'n' roll. Ciò che genera il diverbio è la replica di Noel, il quale sostiene che "il rock 'n' roll riguarda la musica, non ha niente a che vedere con il farsi arrestare su un traghetto". Si prosegue con uno scambio di battute molto acceso e pieno di imprecazioni. Il tenore della seconda parte, la Liam's Track, è il medesimo, ma il fulcro della discussione sono le gerarchie e i ruoli all'interno della band e l'uso di droghe. È interessante notare come alla domanda finale di John Harris "Avete qualche sogno ricorrente?" (Do you have any recurrent dreams?) Liam risponda "Sì. Quando prenderò il controllo della band" (Yeah, when I take over the band), un'affermazione quasi profetica su ciò che in seguito sarà la fine degli Oasis e la genesi dei Beady Eye.

## Tracce
1. Noel's Track
2. Liam's Track